# Niederdeutsche Bühne am Oldenburgischen Staatstheater
Die Niederdeutsche Bühne am Oldenburgischen Staatstheater (bis 2024: August-Hinrichs-Bühne) ist eine Amateurbühne, die in die Sparte „Niederdeutsches Schauspiel“ des Oldenburgischen Staatstheaters eingebunden ist und ausschließlich Stücke in niederdeutscher Sprache zeigt. Ihre Spielstätte ist das „Kleine Haus“ des Staatstheaters.

## Geschichte
Hervorgegangen ist die Niederdeutsche Bühne am Oldenburgischen Staatstheater aus der Späälkoppel des am 21. März 1921 gegründeten Ollnborger Kring. 1923 erfolgte die Anbindung an das ehemalige Oldenburgische Landestheater. 1939 wurde die „Niederdeutsche Bühne Oldenburg am Landestheater“ in „August Hinrichs Bühne am Oldenburgischen Staatstheater“ umbenannt – eine Reminiszenz an den Schriftsteller August Hinrichs.

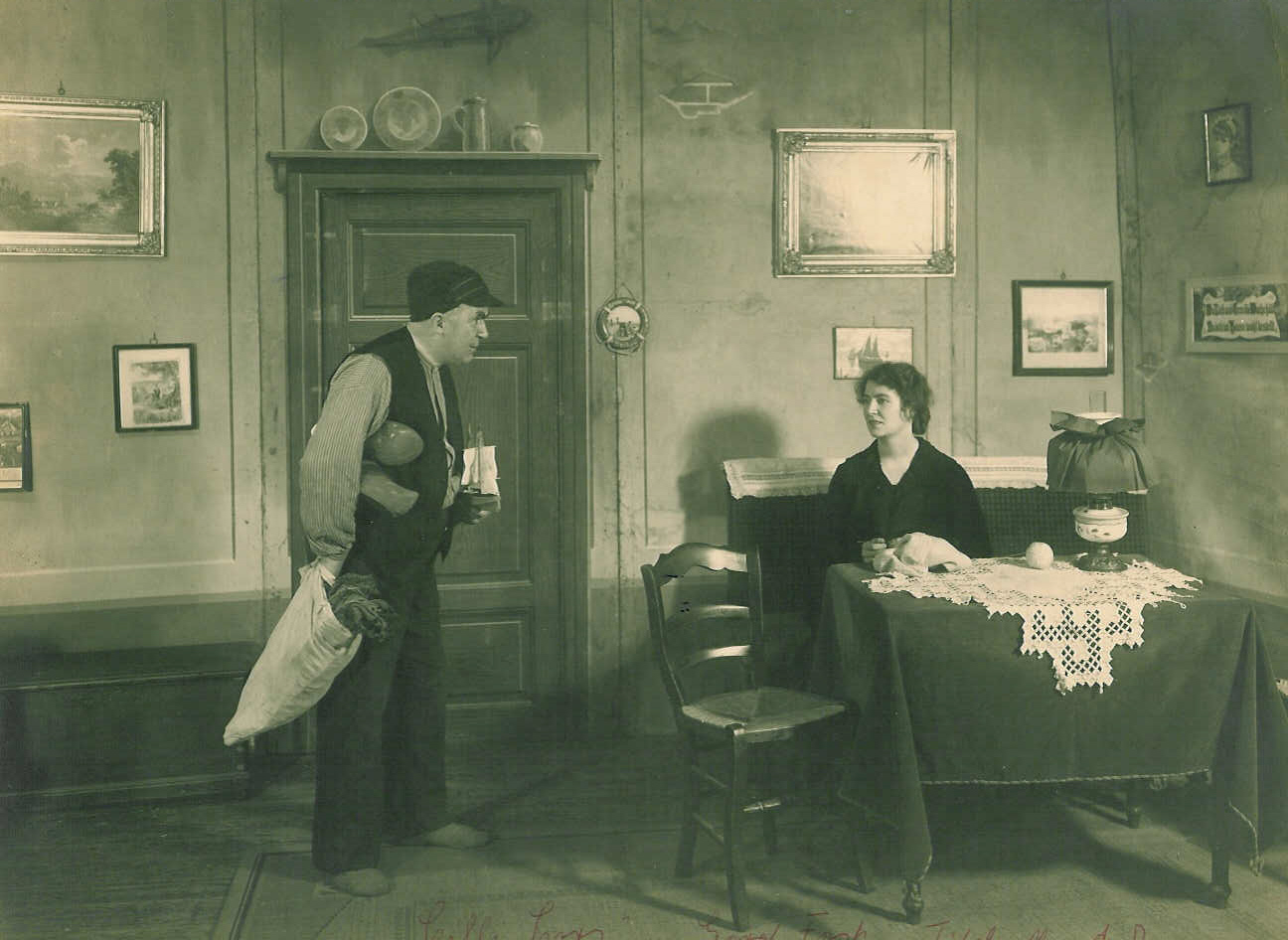
Cilly Chors Schauspiel von Gorch Fock, Inszenierung der Niederdeutschen Bühne Oldenburg aus dem Jahr 1930 mit Emil Hinrichs und Agnes Diers

Im Zweiten Weltkrieg war die damalige August-Hinrichs-Bühne im Rahmen von KDF (Kraft durch Freude) in den Jahren 1940, 1941 und 1943 zur Truppenbetreuung auf Tournee. Sie spielte an der Westfront, in Holland und Dänemark, wie auch in Bulgarien, Rumänien und an der Schwarzmeerfront. Bis zum 18. April 1944, mit dem Stück Sware Tied von August Hinrichs, konnte die Bühne den Spielbetrieb noch aufrechterhalten.
Im Jahre 1944 starb Emil Hinrichs. Er war Gründer, Schauspieler und Förderer der Bühne. Sein Sohn Carl Hinrichs wurde sein Nachfolger. Der alte Spielerstamm fand sich langsam wieder ein. Einige, wie Adolf Weddi, mussten im Krieg ihr Leben lassen, aber viele neue, junge Spieler kamen hinzu, so dass die Schauspielqualität wieder ein hohes Niveau erreichte und der Schlosssaal des Oldenburger Schlosses, als neue Spielstätte, meistens ausverkauft war. Gut 20 Jahre leitet Carl Hinrichs die AHB. Der Stil blieb weitgehend unverändert, aber die moderne Bühnentechnik wurde zunehmend genutzt. Gastspiele fanden in ganz Westdeutschland statt und AHB-Schauspieler wirkten in Filmen mit.
Am 7. Dezember 1967 starb Carl Hinrichs. Heinz Schnittker, der schon seit 1939 bei der Bühne war, übernahm auf Wunsch der Theatergruppe die Bühnenleitung. Er setzte weiterhin auf bewährte Bühnenstücke. Nach dem Tode von Heinz Schnittker wurde Günter Kühn am 8. August 1975 zum neuen Bühnenleiter gewählt. Er begann, zunächst noch sehr vorsichtig, eine Wandlung in der AHB zu einer moderneren Theaterbühne mit zeitgemäßer Thematik und Problematik einzuleiten. Als Günter Kühn 1995 als Bühnenleiter zurücktrat und Herwig Dust die Leitung übernahm, hatte er die Umwandlung der Niederdeutschen Bühne Oldenburg vom leichten Unterhaltungstheater zum ernsthaften und modernen Schauspiel schon ein gutes Stück vorangetrieben. Im September 1995 wurde Herwig Dust mit großer Mehrheit und starkem Rückhalt der Mitglieder der August-Hinrichs-Bühne zum neuen Bühnenleiter gewählt.
Mit klassischen Stücken, die meist gut übersetzt und inszeniert wurden, formte er eine Niederdeutsche Bühne, die zeitgemäß war und mit dem professionellen Theater durchaus konkurrieren konnte. So wurden zum Beispiel folgende Klassiker gut ins Plattdeutsche übersetzt und gespielt: Dürrenmatt, Der Besuch der alten Dame; Tennessee Williams Glasmenagerie oder Horvaths sozialkritisches Stück Geschichten aus dem Wienerwald (…van de Küst) mit einem außergewöhnlichen Bühnenbild, bei dem die Zuschauer ihren Platz auf einer Drehscheibe hatten und jeweils zu den verschiedenen Spielstätten gedreht wurden. Vor allem aber müssen 1999 Rose Bernd von Gerhart Hauptmann, mit Alexandra Peters, in der Regie von Hans-Peter Renz und 2007 Gesche Gottfried von Rainer Werner Fassbinder, in der Regie von Michael Uhl und mit Manuela Simon in der Rolle der Gesche Gottfried, erwähnt werden. Für diese Aufführungen erhielt die AHB jeweils den Willy-Beutz-Schauspielpreis.
Am 17. Oktober 1998 zog die AHB mit der Premiere Foftein vom Schlosssaal zum Staatstheater um, und zwar in den neuen, kleineren Theateranbau „Das kleine Haus“. Für die Zuschauer war dies ein kritisch beäugter Wechsel, der aber schließlich gut angenommen wurde. Nach dem Tode von Heinrich Kunst wurde sein Bauernhaus in Ofenerfeld (Wiefelstede) zu einer Begegnungsstätte umgebaut. Hier richtete die AHB eine Studiobühne ein.
Um den Fortbestand der August-Hinrichs-Bühne zu sichern, begann Herwig Dust mit der intensiven Nachwuchsförderung. Er richtete „Platt ’n’ Studios“ ein, wo Kinder, Jugendliche und Erwachsene sich unter der Leitung erfahrener Regisseure und Theaterpädagogen ausprobieren können. Diese „Nachwuchsstudios“ werden durch Sprachpaten der August-Hinrichs-Bühne betreut, um das Erlernen der plattdeutschen Sprache zu ermöglichen. Mit einer öffentlichen Präsentation schließen die Nachwuchsschauspieler der jeweiligen Kurse ihr Programm ab. Eine Übernahme in das Ensemble der AHB ist dann möglich.
Unter Markus A. Müller, Generalintendant des Oldenburgischen Staatstheaters von 2006 bis 2014, wurde die AHB noch intensiver in den Spielbetrieb des Staatstheaters eingebunden.

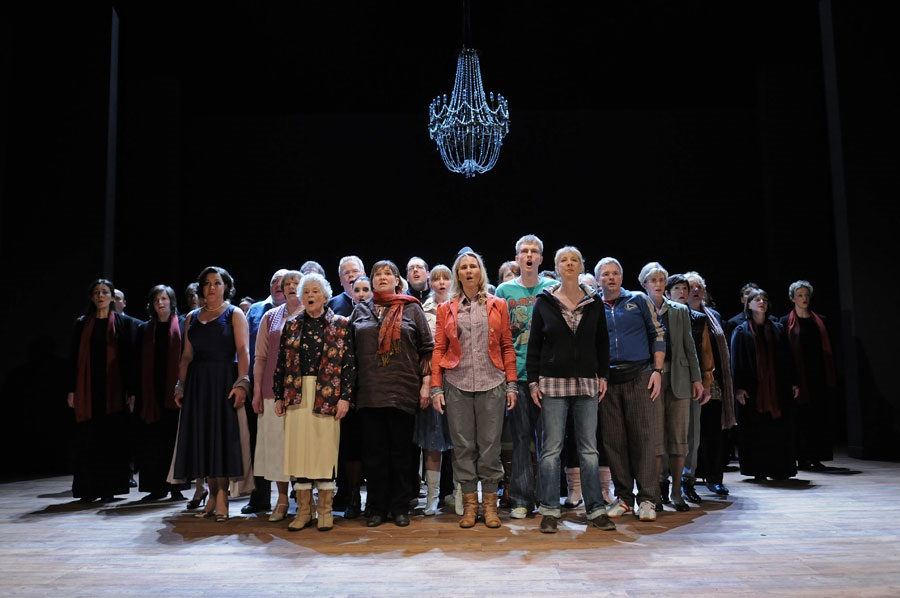
As in´n Heven (Wie im Himmel) 2010 Produktion der AHB nach dem gleichnamigen Film

Es entstand die Sparte „Niederdeutsches Schauspiel am Oldenburgischen Staatstheater“, deren Herzstück die AHB mit ihren Mitgliedern ist. Für diese Sparte wurde die Position einer Dramaturgin (Janine Claaßen, Cornelia Ehlers, Gesche Gloystein, Sarit Streicher, Dorothee Hollender) und eines leitenden Regisseurs (Michael Uhl) eingerichtet.
Als Markus A. Müller nach acht Jahren von Oldenburg an das Staatstheater Mainz wechselte, übernahm Christian Firmbach 2014 die Intendanz in Oldenburg und somit auch die künstlerische Leitung der AHB. Auch Christian Firmbach wird das Modell der Sparte „Niederdeutsches Schauspiel“ mit der AHB fortsetzen.
Am 22. August 2016 wurde Petra Bohlen von den Mitgliedern zur neuen Bühnenleiterin gewählt. Sie folgte damit Herwig Dust, der sich nach 21-jähriger Leitung der Bühne nicht mehr zur Wiederwahl stellt. Er bleibt weiterhin im Ensemble und Mitglied der AHB.
Am 25. Februar 2024 hat die Mitgliederversammlung die vorläufige Umbenennung des Vereins in Niederdeutsche Bühne am Oldenburgischen Staatstheater e. V. beschlossen. Der endgültige Name soll später entschieden werden. Die Mitgliederversammlung hat am 26. Mai 2025 endgültig die Umbenennung in Niederdeutsche Bühne am Oldenbugischen Staatstheter e. V. beschlossen. Als Logo wird das Vereinskürzel NBO verwendet. Die neue Satzung der "Niederdeutschen Bühne am Oldenbugischen Staatstheater e.V" wird in einer hoch - und niederdeutschen Fassung beschlossen.

## Besondere Ereignisse auf der Zeitleiste
- 1921: Entstehen einer Spielschar bei Gründung des Oldenburger Kring. Leitung: Emil Hinrichs.
- 1923: Anbindung an das Landestheater als Niederdeutsche Bühne unter Renato Mordo.
- 1939: Umbenennung der Niederdeutschen Bühne in August Hinrichs Bühne durch die Mitglieder.
- 1945: Ruhen des Spielbetriebs infolge Kriegsende.
- 1947: Wiederaufnahme des Spielbetriebs unter der Leitung von Carl Hinrichs.
- 1967: Übernahme der Bühnenleitung durch Heinz Schnittker.
- 1975: Übernahme der Bühnenleitung durch Günter Kühn.
- 1995: Übernahme der Bühnenleitung durch Herwig Dust.
- 2006: Einbindung der AHB als Sparte „Niederdeutsches Schauspiel“ am Oldenburgischen Staatstheater durch Generalintendant Markus A. Müller.
- 2014: Weiterführung der gemeinsamen Arbeit mit Generalintendant Christian Firmbach.
- 2016: Übernahme der Bühnenleitung durch Petra Bohlen.
- 2024: Vorläufige Umbenennung der Bühne in: Niederdeutsche Bühne am Oldenburgischen Staatstheater e. V.
- 2025: Endgültige Umbenennung in : Niederdeutsche Bühne am Oldenburgischen Staatstheater e. V.

## Preise und Auszeichnungen
Die August-Hinrichs-Bühne ist mehrfacher Preisträger des Willy-Beutz-Schauspielpreises, den der Niederdeutsche Bühnenbund Niedersachsen und Bremen (NBB) alle zwei Jahre zur Förderung des Niederdeutschen Schauspiels ausschreibt.
- 1981: 1. Preis Willy-Beutz-Schauspielpreis für De Trallen von Günter Kühn, Regie: Rudolf Plent[8]
- 1987: 1. Preis Willy-Beutz-Schauspielpreis für Maria Flint von Gerhardt/Megow, Niederdeutsch von Günter Kühn, Regie: Rudolf Plent[8]
- 1991: 2. Preis Willy-Beutz-Schauspielpreis für Dat Stück Land von J.B. Keane, Regie: Jens Ehlers[8]
- 1999: 1. Preis Willy-Beutz-Schauspielpreis für Rose Bernd von Gerhart Hauptmann, Regie: Hans Peter Renz[8]
- 2007: 1. Preis Willy-Beutz-Schauspielpreis für Gesche Gottfried von Rainer Werner Fassbinder Regie: Michael Uhl[8]
- 2011: Lüttjepütt-Preis der Niedersächsischen Sparkassenstiftung (Plattdeutschprogramm für Kinder und Jugendliche)
- 2012: 1. Preis Willy-Beutz-Schauspielpreis für Goot gegen Noordwind von Daniel Glattauer Regie: Dominik von Gunten[8]
- 2016: 2. Preis Willy-Beutz-Schauspielpreis für Nix as weg – rut ut Amal von Lukas Moodysson Regie: Michel Uhl[8]

## Aufzeichnungen des Fernsehens an der Bühne
Weil das Erste Deutsche Fernsehen vorwiegend mit dem Ohnsorg-Theater zusammenarbeitete, produzierte das Zweite Deutsche Fernsehen (ZDF) folgende AHB-Aufführungen und sendete diese mit großem Erfolg über seinen Kanal. Um eine bundesweite Aufmerksamkeit zu erreichen, wurden die Aufzeichnungen bis 1967 in Hochdeutsch aufgezeichnet und gesendet. Ab 1978 erfolgten die Ausstrahlungen über den NDR in niederdeutscher Sprache.
- 1963: De Deern is richtig von Anton Hamik (ZDF)
- 1964: Familienanschluss von Karl Bunje (ZDF)
- 1964: De warte Hannibal von Karl Bunje (ZDF)
- 1964: För de Katt von August Hinrichs (ZDF)
- 1965: Appels in Navers Gaarn von Walter A. Kreye (ZDF)
- 1966: Mien Mann de föhrt to See von Wilfried Wroost (ZDF)
- 1966: Kramer Kray von Hermann Boßdorf (ZDF)
- 1966: Ferdinant verpummt sien Froo von Wilfried Wroost (ZDF)
- 1967: Peper un Solt von Karl Bunje (ZDF)
- 1978: Reuter Revue von Hans Joachim Theil (NDR)
- 1979: För de Katt von August Hinrichs (NDR)

## Belege
1. ↑  Chronik des Ollnborger Kring / Fritz Lottmann
2. ↑  Karl Veit Riedel: Niederdeutsches Theater in Oldenburg, Isensee Verlag Oldenburg 1996 Seite 32
3. ↑  Urkunde/Archiv der AHB 1939
4. ↑  Karl Veit Riedel: Niederdeutsches Theater in Oldenburg, Isensee Verlag Oldenburg 1996 Seite 25 f.
5. 1 2  Karl Veit Riedel: Niederdeutsches Theater in Oldenburg, Isensee Verlag Oldenburg 1996 Seite 64.
6. ↑  Karl Veit Riedel: Niederdeutsches Theater in Oldenburg, Isensee Verlag Oldenburg 1996 Seite 65
7. ↑  Archiv der AHB 1995
8. 1 2 3 4 5 6 7 8 9   Willy-Beutz-Preis. In: buehnenbund.de. Niederdeutscher Bühnenbund, Niedersachsen und Bremen e. V., abgerufen am 4. Mai 2022.
9. ↑   Theaterleitung und Mitarbeiter (Memento vom 19. Dezember 2015 im Internet Archive), auf staatstheater.de
10. ↑  AHB – jetzt: Niederdeutsche Bühne am Oldenburgischen Staatstheater e. V., auf buehnenbund.de, abgerufen am 11. März 2024.
11. ↑  Archiv der AHB 1979